# Gnuzilla
Gnuzilla（GNUzillaとも）はGNUプロジェクトにより作成された、Mozilla Application Suiteの自由ソフトウェア版である。Mozilla自体はFLOSSを制作しているが、クラッシュ報告を行う"Talkback"というプロプライエタリソフトウェアが含まれていること、またプラグインにもプロプライエタリソフトウェアが含まれていることがGnuzillaの開発の理由にある。派生的ソフトウェアではあるが、GnuzillaとMozillaプロダクトは将来におけるリリースを同期させ、コードの再利用を促進するためにMPL 1.1/GPL 2.0/LGPL 2.1のトリプルライセンスを採用していたが、MPL 2.0単独ライセンスに移行している。
GNUプロジェクトはGnuzillaからGNU IceCatというMozilla Firefoxの派生ウェブブラウザの開発に既に移行している。本来はGNU IceWeaselと呼ばれていたが、DebianによるIceweaselとの混乱を避ける目的で2007年に名称が変更された。